# Mazunte
Mazunte ist ein Küstenort mit ca. 650 Einwohnern in der Gemeinde (municipio) Santa María Tonameca im Bundesstaat Oaxaca im Süden Mexikos. Zusammen mit dem Nachbarort Puerto Ángel und der Region Soconusco im Bundesstaat Chiapas ist es einer der südlichsten Orte Mexikos. Er wurde im Jahr 2015 als Pueblo Mágico eingestuft.

## Lage und Klima
Der Badeort Mazunte liegt in ca. 10 bis 50 m Höhe an der Pazifikküste des Bundesstaats Oaxaca. Der größere Badeort Puerto Ángel liegt nur ca. 8 km (Fahrtstrecke) östlich; die Stadt Oaxaca de Juárez ist gut 260 km in nördlicher Richtung entfernt. Das Klima ist tropisch heiß; Regen (ca. 700 bis 1200 mm/Jahr) fällt hauptsächlich in den Sommermonaten.

## Bevölkerungsentwicklung
| Jahr      | 2000 | 2020 |
| Einwohner | 660  | 651  |

Die meisten Einwohner stammen aus den Dörfern der Umgebung; man spricht neben spanisch vereinzelt auch noch mixtekische oder Nahuatl-Dialekte. Mit Touristen spricht man auch Englisch etc.

## Wirtschaft und Geschichte
Mazunte war bis in die Mitte des 20. Jahrhunderts hinein nur ein kleines Fischerdorf. Seit den 1960er Jahren wurden die teils idyllischen Pazifikstrände im Süden Oaxacas von Individualtouristen wiederentdeckt. Heute bestimmen kleinere Pensionen, Restaurants etc. das Ortsbild; die meisten Einwohner arbeiten im Tourismussektor.

## Sehenswürdigkeiten
Die Strände von Mazunte und seiner Umgebung gehören zu den schönsten ganz Mexikos.